# Content Scrambling System
Il Content Scrambling System (formalmente CSS) è una tecnologia di crittografia e di autenticazione dei dati che impedisce la copia dei file video direttamente da un DVD-Video. Sviluppato nel 1996 da Matsushita e Toshiba, il sistema di protezione CSS è il più diffuso, sebbene, attualmente, sia facilmente aggirabile da qualunque software dotato del sistema DeCSS.

## Storia
I primi sistemi di protezione dei contenuti video sono stati sviluppati negli anni '80, con la diffusione dei supporti magnetici VHS. In questo periodo, il più diffuso fra essi era rappresentato dalla tecnologia Analog CPS o Macrovision. Questo sistema consisteva, semplicemente, nell'inviare un segnale di disturbo (un segnale Colorstripe ad impulsi) attraverso le uscite Video composito ed S-Video del videoregistratore, in modo da confondere il circuito di sincronismo della registrazione. Era possibile ingannare questa protezione solo interponendo un apparecchio apposito tra il dispositivo che riproduce e quello che registra.
Il VHS è stato soppiantato dal DVD, una tecnologia digitale che, come tale, mal supporta il Macrovision. Tuttavia, i primi film su DVD non erano accompagnati da protezione, poiché i dispositivi di masterizzazione erano poco diffusi e costosissimi. Con l'evoluzione dell'hardware e l'abbattimento dei costi, il masterizzatore CD e poi quello DVD sono divenuti disponibili per chiunque: da qui, la volontà di proteggere il DVD.
Tuttavia, mentre la protezione del VHS era molto sicura poiché supportata da limiti tecnologici e anche culturali (la conoscenza delle tecnologie video e dell'elettronica erano a portata di pochi), la protezione del DVD è molto più complicata da realizzare in termini di inviolabilità, poiché ostacolata da tecnologie avanzate facilmente accessibili e dalla larga diffusione delle scienze informatiche.

## Il sistema di protezione

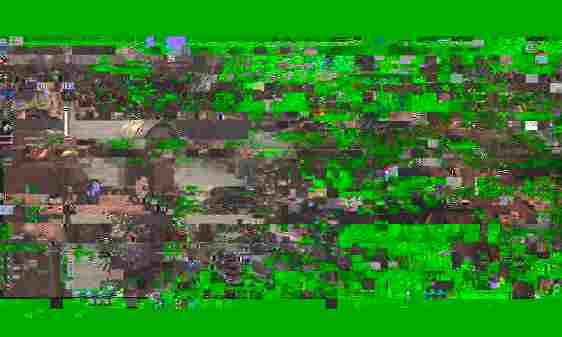
Video danneggiato dal CSS

Nel supporto DVD il film è costituito da file VOB criptati dal sistema CSS. Una copia diretta dei file dal DVD ad un altro supporto (ad esempio, un disco rigido) genererà dei file danneggiati: il CSS, infatti, danneggia "virtualmente" i file, e il laser del lettore DVD interpreta questi errori virtuali come errori reali. Il file video restituito sarebbe un file con immagini artefatte e audio distorto.
Il sistema di protezione CSS è una tecnologia di criptazione a chiavi digitali doppie a 40 bit, che agiscono in cascata. Le più importanti di queste sono: 
- una o più Title-Key, usate per decrittare i file .VOB memorizzati sul DVD-Video o, più in generale, dati memorizzati su supporto DVD detti "titoli" (titles). Un "titolo" può essere una sequenza video completa, un trailer, e così via;
- una Disc-Key, usata per decrittare le Title-Key;
- una Player-Key, usata per decrittare la Disc-Key.

La Disc-Key e le Title-Key sono memorizzate in una piccola area  nascosta del disco, detta hidden area, mentre la Player-Key è memorizzata nel lettore hardware ed è legata ad una licenza rilasciata dal produttore.
All'atto dell'inserimento del DVD-Video entro il lettore hardware, dopo una prima fase di autenticazione CSS di tipo challenge-response (che coinvolge altre chiavi), il computer richiede al lettore una porzione della Disk-key ed utilizza la Player-Key del lettore stesso per decodificarla. Siccome esistono 409 Player-Key, e soltanto una di esse è memorizzata nel lettore hardware, sul disco sono memorizzate 409 Disk-Key, il player le prova tutte finché non trova quella corrispondente alla sua Player-Key. Questo sistema consente di mettere fuori mercato qualunque produttore, dal momento che basterebbe non inserire più la Disk-Key corrispondente nei DVD-Video.
Dopo aver decodificato la Disk-key, il computer utilizza quest'ultima per decriptare la prima Title-Key del disco, che nel frattempo ha richiesto al lettore. Il canale di trasmissione è protetto tramite una Session-Key per prevenire attacchi del tipo man in the middle. 
A questo punto il contenuto è pronto per essere visualizzato. Quando il laser del player raggiunge un nuovo "titolo", il computer richiede la Title-Key relativa e la decripta sempre utilizzando la Disk-Key precedentemente decriptata. Il processo continua quindi, sempre grazie all'utilizzazione in cascata delle chiavi a due a due.

## Prevenzione della copia analogica
Il CSS impedisce solamente la copia digitale del DVD-Video, alcune major cinematografiche hanno quindi pensato di implementare su alcuni loro titoli anche una protezione contro la copia analogica (facilmente ottenibile interponendo al televisore e al lettore DVD un videoregistratore VHS ad esempio) adottando di fatto un sistema macrovision "virtuale" che ordina semplicemente al lettore DVD-Video di attivare la suddetta funzione che secondo lo standard deve avere (tutti i lettori DVD hanno un circuito di "analog protection") e quindi di creare e trasmettere segnali di disturbo che rovinano la registrazione. 
Questo sistema, non adottato in tutti i titoli, a volte poteva essere un problema per chi teneva per comodità lettore DVD e videoregistratore VHS collegati insieme tramite un'unica presa scart al televisore; infatti sugli apparecchi più moderni il macrovision e i segnali di disturbo si attivavano solo inserendo la modalità "rec" del registratore VHS ma in alcuni casi con apparecchi più datati inficiava costantemente la visione del DVD.